# Abu Oweis
Abu Oweis (ur.?) – rebeliancki generał libijski, założyciel i zastępca dowódcy Brygady Trypoliskiej  w 2011 roku. Dowódca w II bitwie o Trypolis.